# 亜東科技大学
亜東科技大学（あとうかぎだいがく、Asia Eastern University of Science and Technology）は、新北市板橋区に本部を置く台湾の私立大学である。

## 歴史
| 年     | 月日 | 事跡                                                                         |
| ------ | ---- | ---------------------------------------------------------------------------- |
| 1968年 | 11月 | 「亜東工業技芸専科学校」として開校 紡織、機械、電工、電子計算機の4学科を設置 |
| 1971年 | -    | 電子機械学科を新設                                                           |
| 1973年 | -    | 「亜東工業専科学校」改称、電工学科を電気機械学科と改称                       |
| 1975年 | -    | 縫製工学科を新設 電子学科を電子工学科と改称                                  |
| 1981年 | -    | 電子計算機学科を電子工学科に統合                                             |
| 1982年 | -    | 夜間部紡織工学科を新設                                                       |
| 1983年 | -    | 夜間部電子工学科を新設                                                       |
| 1986年 | -    | 工業管理学科を工業工学管理学科と改称                                         |
| 1989年 | -    | 夜間部縫製工学科、工業デザイン学科、電気機械工学科を新設                     |
| 2000年 | -    | 「亜東技術学院」と改称                                                       |
| 2001年 | -    | 看護学科を新設                                                               |
| 2021年 | -    | 「亜東科技大学」と改称                                                       |

## 組織
- 情報通信研究所
- 機械工学科
- 繊維材料学科
- 電機機械工学科
- 電子工学科
- 工業管理学科
- 販売流通管理学科
- 通信工学科
- 工商業デザイン学科
- 看護学科
- 医務管理学科
- 情報管理学科
- 流行事業管理学科
- 教養教育センター